# Муканай
Мукана́й (рос. Муканай, марій. Муканай) — присілок у складі Моркинського району Марій Ел, Росія. Входить до складу Шоруньжинського сільського поселення.

## Населення
Населення — 102 особи (2010; 134 у 2002).
Національний склад (станом на 2002 рік):
- марі — 100 %